# TIMM
TIMM is een Duitstalige televisiezender die op 1 november 2008 van start is gegaan, de zender richt zich vooral op homoseksuele mannen.
TIMM zendt vooral speelfilms, series, talkshows, comedyseries en ander vermaak uit tussen 18:00 en 24:00 elke dag.
Inmiddels lijkt Timm failliet nadat eerder een uitstel van betaling was aangevraagd. De website werkt niet meer.